# Боровков, Всеволод Игоревич
Все́волод И́горевич Боровко́в (род. 18 июня 1966, Нексикан) — российский физикохимик, доктор физико-математических наук, профессор РАН (2016).

## Биография
Родился в 1966 году в пос. Нексикан Магаданской области.
Окончил физический факультет Новосибирского государственного университета (1990) по специальности «физика». С 1990 года до настоящего времени работает в Институте химической кинетики и горения им. Воеводского (ИХКГ) СО РАН, ведущий научный сотрудник.
Доктор физико-математических наук, тема диссертации «Развитие метода кинетической радиофлуорометрии для исследований ион-радикалов и их реакций в облучённых неполярных растворах» (2008). 
Профессор по специальности ВАК № 01.04.17. В 2016 г. присвоено звание «Профессор РАН», Отделение химии и наук о материалах РАН.

## Научные результаты
Область научных интересов: кинетика и динамика радиационно-инициированных процессов, ион-радикалы, электронно-возбуждённые молекулы, спиновая химия.
Достижения: создан комплекс экспериментальных методик для исследования процессов, инициированных радиацией в органических растворах. С его помощью изучено строение, динамика и реакционная способность ранее не наблюдавшихся ион-радикалов.

## Некоторые публикации
- V. I. Borovkov, I. S. Ivanishko, I. V. Beregovaya, V. A. Reznikov. Turning on the triplet state channel in the excess electron scavenging by nitroxyl radicals in liquid alkanes. // Chem. Phys. Letters, 531 (2012), 86-89.
- V.I. Borovkov I.S. Ivanishko. Pre-recombination quenching of the radiation induced fluorescence as the approach to study kinetics of ion-molecular reactions. // Radiat. Phys. Chem., 80 (2011), 540—547.
- В. А. Багрянский, В. И. Боровков, Ю. Н. Молин. Квантовые биения в радикальных парах. // Успехи химии, 76 (2007), 535—549.
- V. I. Borovkov, P. A. Potashov, L. N. Shchegoleva , V. A. Bagryansky, Y. N. Molin. Radical cations of branched alkanes as observed in irradiated solutions by the method of time-resolved magnetic field effect. // J. Phys. Chem. A, 111 (2007), 5839-5844.
- V.I. Borovkov. Semiempirical formula for the estimation of organic radical ions mobility in liquid n-alkanes. // J. Phys. Chem. A, 110 (2006), 13366-13369.